# Tossal Gros (Tremp)
El Tossal Gros és una muntanya de 1.084,9 metres, amb un segon cim 150 metres al nord-oest, de 1.081,1, que es troba a l'antic municipi de Fígols de Tremp, ara del terme de Tremp, a la comarca de la Pallars Jussà. És el cim més alt de la Serra del Masiot.
És un tossal molt visible des de la carretera C-1311 (Tremp-el Pont de Montanyana), sobretot perquè té instal·lada en el cim una antena de comunicacions. A més, la carretera hi fa la volta completa, des del nord-est fins al sud-oest, passant pel vessant nord-occidental.